# Big Mountain
A Big Mountain (jelentése: nagy hegy) amerikai reggae együttes, amely 1988-ban alakult a kaliforniai San Diego-ban. Legismertebb daluk az 1994-es "Baby, I Love Your Way", Peter Frampton szerzeményének feldolgozása, amely az amerikai Billboard Hot 100 kislemezlistán 6. helyig jutott, első lett a Mainstream Top 40 listán, és második az Egyesült Királyság listáján.

## Tagok

#### Jelenlegi felállás
- Joaquin "Quino" McWhinney – ének, gitár (1988–)
- Michael Hyde – billentyűs hangszerek (1994–)
- Paul "Groove-Galore" KasticK – dobok (1998–)
- Richard "Goofy" Campbell – billentyűs hangszerek (1999–)
- Reggie Griffin – gitár, szaxofon (2013–)
- Danny Lopilato – gitár, vokál (2013–)
- Andre Sias – dobok (2013–)
- Luis Castillo – ütőhangszerek, vokál (2013–)
- Jakob McWhinney – gitár (2013–)
- Michael Ortiz – basszusgitár (2013–)

#### Korábbi tagok
- Lynn Copeland – basszusgitár (1988–1993)
- Gregory Blakney – dobok (1988–1994)
- Jerome Cruz – gitár (1988–1993)
- Manfred Reinke – billentyűs hangszerek (1988–1994)
- Lance Rhodes – dobok (1988–1994)
- James McWhinney – ütőhangszerek, vokál (1994–2013)
- Valentine "Tony" Chin – gitár (1994–2013)
- "Grizzly" Richard Onslow – gitár (turnézenész) (2015–2016)
- Billy "Bones" Stoll – billentyűs hangszerek (1994–1997)
- Carlton "Santa" Davis – dobok (1994–1998)
- Carlos Arias – basszusgitár (2013)
- Stephen Kamada – gitár (2013)
- Tim Pacheco - ütőhangszerek, vokál (2016)

## Diszkográfia

### Stúdióalbumok
- California Reggae (1988)
- Wake Up (1992)
- Unity (1994)
- Resistance (1996)
- Free Up (1997)
- Things to Come (1999)
- Dance Party (2000)
- One Love (2001)
- Cool Breeze (2001)
- New Day (2002)
- Perfect Summer (2016)